# ایزاک اس. پنیبکر
ایزاک اس. پنیبکر (به انگلیسی: Isaac S. Pennybacker) سناتور سابق عضو حزب دموکرات ایالات متحده آمریکا بود. وی در سال ۱۸۴۵ تا ۱۸۴۷ میلادی سناتور ایالت ویرجینیا در سنای ایالات متحده آمریکا بود.